# ㄷ
ㄷ (reviderad romanisering: digeut, hangul: 디귿) är den tredje bokstaven i det koreanska alfabetet. Den är en av fjorton grundkonsonanter.